# اسدآباد وسطی (دره‌شهر)
اسدآباد وسطی یک روستا در ایران است که در دهستان ارمو واقع شده‌است. اسدآباد وسطی ۴۵۵ نفر جمعیت دارد.